# Музей на модерната архитектура на Ивреа
Музеят на модерната архитектура на Ивреа на открито (на италиански: Museo a cielo aperto dell'architettura moderna di Ivrea, MAAM) е музей в град Ивреа, регион Пиемонт, Северна Италия.
От 1 юли 2018 г., благодарение на индустриалната му архитектура от времето на „Оливети“ - част от музейните експонати, градът е включен в списъка на ЮНЕСКО за световното културно и природно наследство в ролята му на „Индустриален град на XX век“.

## История
Това е безплатен музей на открито, открит през 2001 г., чиито експонати – сградите на компания Оливети се намират в продължение на ок. 2 км по ул. Йервис (Via Jervis) в Ивреа и в съседните на него райони като градчето Банкете. На 7 места на пешеходните пътеки между сградите са поставени пана с информация за събитията, касаещи участието на Оливети в областта на архитектурата, градоустройството, индустриалния дизайн и графичната реклама, и неговия културен контекст.
Сградите и архитектурните комплекси на Оливети са проектирани от най-известните италиански архитекти на 20 век и са изградени в периода 1930 – 1960 г. Всички те са материален израз на една модерна визия за производствени връзки и са модел за индустриален град, отговарящ на бързите процеси на индустриализация в нач. на 20 век.

## Експонати

### Фабрики I.C.O.
Названието им идва от абревиатурата „инженер Камило Оливети“ (на итал. Ing. Camillo Olivetti).
- Фабрики „Оливети“ (Officine Olivetti) (1896): Сградата, позната и като „Фабриката от червени тухли“, е построена по проект на основателя на компанията Камило Оливети. Има голяма историческа стойност като седалището на първата национална фабрика за пишещи машини в Италия. На ул. Йервис (via Jervis).
- Първо разширение: Стара ICO (Vecchia ICO) (1939) по проект на Луиджи Фиджини и Джино Полини с ок. 50 хил. кв. м. на вече съществуващата фабрика. Към 2019 г. сградата се използва за офиси и за производствена дейност. На ул. Йервис (via Jervis).
- Второ разширение: Централна ICO (ICO Centrale) (1942) по проект на Луиджи Фиджини и Джино Полини чрез изграждане на нова сграда на фабрика „Оливети“ с три етажа над земята и изцяло остъклена фасада към ул. Йервис. За да се разреши разликата във височината между нивата на първото разширение и това на новата сграда, се създава т. нар. „Салон на 2000-те“ (по тогавашния брой на служители на Оливети), покрит от навес и заобиколен от рампи, свързващи различните нива. Визуално разликата в нивата е „скрита“ благодарение на „прибирането“ на фасадата на мястото на свързване на двете сгради, което следва леката чупка на ул. Йервис. Така създаденото пространство става подходящо за новата портална ложа, наречена „Дел пино“. Към 2019 г. сградата се използва за офиси и производствена дейност. На ул. Йервис.
- Трето разширение: Централна ICO (ICO Centrale) (1949) по проект на Луиджи Фиджини, Джино Полини и Анибале Фиоки. Фиджини и Полини удължават северната фасада, гледаща към ул. Йервис с още 7 педи и по този начин се достига остъклен фронт от над 100 метра. При южната фасада, гледаща към двора, с цел намаляване на слънчевото затопляне, върху прозорците те поставят решетки от стърчащи стоманобетонни рафтове, наклонени хоризонтални ребра и вертикални остриета. По-късно арх. Фиоки поставя на мястото на наклонените ребра венециански щори в по-голямата част на южната фасада. Впоследствие те са заменени с въртящи се метални прозорци, подредени хоризонтално и видими и до днес. Към 2019 г. сградата се използва за офиси. На ул. Йервис;
- Четвърто разширение: Нова ICO (Nuova ICO) (1957) по проект на Луиджи Фиджини и Джино Полини. Към 2019 г. сградата се използва за офиси и университетски аули. На ул. Йервис;
- Покриване на двора на Новата ICO: Цех „Aкка Оливети“ (Officina H Olivetti) (1957) по проект на Едуардо Витория. Пространството е разположено във вътрешния двор и към 2019 г. се използва за аудиториум и изложбена зала. На ул. Йервис, вътрешен двор;
- Свързване на Новата ICO (1962) по проект на Луиджи Фиджини и Джино Полини. Създаване на свързващо звено между третото и четвъртото разширение на Фабриките „Оливети“. На ул. Йервис.

### Индустриални постройки
- Център за проучвания и опит (Centro Studi ed Esperienze), известен и като „Синя къща Ивреа“ (Casa Blu Ivrea) (1955): Сгрaдата е по архитектурен проект на арх. Едуардо Витория и по структурен проект на Пиер Акиле Капонаго дел Монте, а през 1965 г. е разширена по проект на Отавио Кашо. През 1999 – 2000 са извършено технически промени по нея по проект на Еторе Зотзас младши и Марко Дзанини по повод откриването на Interaction Design Institute Ivrea – школа по дизайн по инициативата на Olivetti Telecom и Станфордския университет. Сградата е на три етажа над земята и приземен етаж, и се състои от четири асиметрични, подредени под прав ъгъл един към друг ръкава, почти под формата на кръст, като се започне от центъра, където се намират стълбището и различните офиси. Външните стени са покрити със сини клинкерни плочки, докато стоманобетонната конструкция може да се забележи от външната страна в сивите, първоначално бели ленти на етажите. Оригиналните тъмночервени прозорци днес вече са яркочервени и силно контрастират с останалата част от сградата. Сградата е ремонтирана, за да помести от 2020 г. новата централа на Оливети. На ул. Монтенавале 1C (via Montenavale);
- Електрическа и топлофикационна централа (Centrale termoelettrica) (1959) по проект на Едуардо Витория. На ул. Ди Виторио (via Di Vittorio).

### Нестопански сгради
- Стол на Оливети (Mensa) (1961) по проект на Иняцио Гардела. На ул. Монтенавале (strada di Montenavale);
- Социални услуги (Servizi sociali) (1959) по проект на Луиджи Фиджини и Джино Полини, Бивша библиотека, културен и здравен център, в днешно време сградата се използва за офиси и кафене, а през 2019 г. е затворена. На ул. Йервис 26 (via Jervis).

### Селище „Оливети“ (Borgo Olivetti)
- Детска градина (Asilo nido (Borgo Olivetti)) (1941) по проект на Луиджи Фиджини и Джино Полини. Сградата се намира в удобен за времето си район до ЖП гарата, транспортните средства и фабриката, и е улеснение за отиващите на работа майки които лесно могат да придружават деца си до там. Освен това градината има издигната зона далеч от пътя, подходяща за детски игри. Стените ѝ са от камък, а подпорните стълбове са от жив камък (диорит от Бросо) според древен местен обичай. По времето на Втората световна война е използвана за партизански лазарет. Към 2019 г. сградата, която е затворена, предстои да бъде отново общинска детска градина. На ул. Камило Оливети 34 (via Camillo Olivetti);
- Жилищен блок от 24 апартамента (Casa popolare a 24 alloggi) (1942) по проект на Луиджи Фиджини и Джино Полини. На ул. Камило Оливети.

### Квартал „Кастеламонте“ (Quartiere Castellamonte)
- Жилищни блокове за служители (1942) по проект на Луиджи Фиджини и Джино Полини. Предназначени са за многодетни семейства. На ул. Карандини, ул. Чена и ул. Виасоне (via Carandini - via Cena - via Viassone);
- Жилищни блокове за ръководни кадри (1948) по проект на Марчело Ницоли и Джузепе Марио Оливиери. На ул. Раниери и на ул. Салво д'Акуисто (via Ranieri - via Salvo d'Acquisto);
- Блокове с по 4 апартамента (1952) по проект на Марчело Ницоли и Джузепе Марио Оливиери. На ул. Салво д'Акуисто (via Salvo d'Acquisto);
- Блок с 18 апартамента (1955) по проект на Марчело Ницоли и Джузепе Марио Оливиери. На ул. Йервис 88 – 100 (via Jervis);

- Западен жилищен блок (Unità residenziale Ovest) (1971) по проект на Роберто Габети и Аймаро Изола. Известен е и с името „Талпония“ (букв. „къртичина“ от итал. Talponia). Тази сграда от цимент с полукръгъл план с радиус от 70 м е поръчана от компания „Оливети“ като жилищен комплекс за нейните служители, и съдържа апартаменти от ок. 80 или 120 кв. м. Конструкцията е част от изследване на връзката между архитектурата и природата, проведено от арх. Габети и Изола. Паркингът, който е изцяло под земята и едната страна на апартаментите, която гледа през непрекъснат стъклен прозорец към гората, са покрити от поляна (от която идва и прякорът „Къртичина“) и от пешеходна улица. На ул. „Карандини“ 6 (via Carandini).

### Офиси
- Офисна сграда (Palazzo Uffici) (1964) по проект на Джан Антонио Бернаскони, Анибале Фиоки и Марчело Ницоли. На ул. Йервис 77 (via Jervis);
- Офисна сграда 2 (Palazzo Uffici 2) (1988) по проект на Джино Вале. На ул. Йервис 73.

### Център на Ивреа
- Жилищен комплекс „Изток“ (Unità residenziale Est) (1975 г.) по проект на Иджинио Капаи и Пиетро Маинардис. Известен е с името „Ла Сера“ (La Serra). Прилича по форма на огромна пишеща машина, в която първоначално се помещава характерен хотел, където всеки бутон на пишещата машина е хотелска стая. В сградата има и конферентна зала и басейн, но с течение на времето хотелът се преобразува в мини-апартаменти, а конферентната зала – в кино (затворено към 2020 г.). В центъра на Ивреа, на бул. Бота 30 (corso Botta).